# Pierre Duval
Pierre Duval (Abbeville, 19 de maio de 1619 — Paris, 29 de setembro de 1683), também conhecido por Pierre du Val d'Abbeville, foi um geógrafo e cartógrafo francês.

## Biografia
Cultivou e ensinou com sucesso a ciência desenvolvida por seu tio, o cartógrafo Nicolas Sanson, deixndo dele grande número de obras.
Merece particular relevo a coleção cartográfica intitulada Diverses Cartes et tables pour la géographie ancienne, pour la chronologie et pour les itinéraires et voyages modernes (Vários mapas e tabelas para a geografia antiga, para a cronologia e para os itinerários e viagens modernos), editada em Paris. A obra inclui uma interessante secção, dando as rotas que se pensava terem sido seguidas por vários viajantes ilustres do século XVI.
Duval apresenta novos pontos de vista sobre a geografia. As suas obras estão, portanto, pouco em voga desde o século XIX. Na sua época teve alta reputação, que mereceu, porque a sua produção cartográfica é exata e clara. As suas cartas foram eclipsadas por outras que apareceram mais tarde, mas como era trabalhador e recorreu aos melhores documentos, foram cartas úteis nos tempos em que apareceram.
Foi o editor da obra Voyage de Pyrard, de François Pyrard.

## Obras publicadas

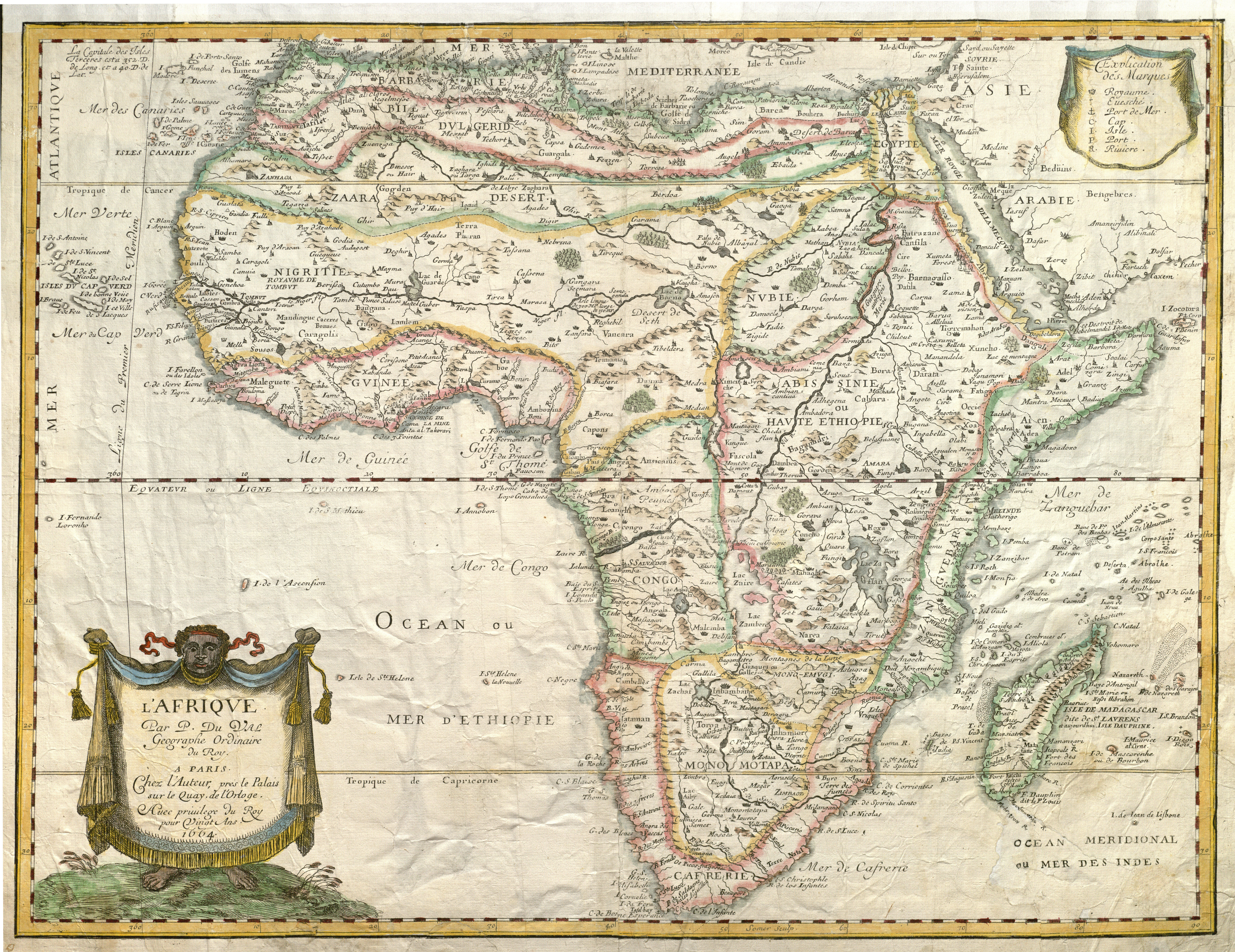
Duval, L'Afrique, 1664

Entre muitas outras cartas, tábuas cronológicas e monografias, é autor das seguintes obras:
- Recherches curieuses des Annales de France, Paris, 1646, in-8°.
- Abrégé du monde, première partie, ibid., 1648, in-12 ; seconde partie, ibid., 1650, in-12.
- Tables géographiques de tous les pays du monde, ibid., 1651, in-12.
- Description de l'éveché d'Aire en Gascogne, ibid., 1651, in-12.
- Mémoires géographiques, ibid., 1651, in-12. Ils furent contrefaits à Lyon.
- Le Voyage et la description de l'Italie, avec la relation dit voyage fait à Rome par le duc de Bouillon en 1644 ibid., 1656, in-12.
- Le Monde, ou Géographie universelle, contenant la description et les cartes et les blasons des principaux pays du monde, ibid., 1658, in-12. Ce livre a eu six éditions jusqu'à celle de 1688, 2 vol.
- L'A. B. C. du monde, ibid., 1658, plusieurs fois réimprimé.
- La Sphère, Traité de géographie, qui donne la connaissance du globe c.i de la carte, ibid., 1659, in-12, réimprimé plus de six fois sans compter les copies de Lyon. La dernière édition, dédiée à mademoiselle Crozat, parut par les soins du P. Placide, en 1704, in-12.
- Alphabet de la France, ibid., 1659, in-12, a eu au moins cinq éditions jusqu'en 1682.
- La France depuis son agrandissement par les conquêtes du roi, avec les cartes et les blasons des provinces, ibid., 1691, 4 vol. in-12. Cet ouvrage de Duval est celui qui a conservé le plus de réputation. Les cartes qui s'y trouvent sont très nettes. Il comprend aussi la description des dix-sept provinces des Pays-Bas et le livre précédent.